# 그랜드바겐
그랜드바겐(grand bargain)은 유엔총회 참석차 미국 방문 기간이었던 2009년 9월 21일(미국 현지시각)에 대한민국 이명박 대통령이 제시한 대북 정책으로서 북핵 문제 해결을 위해 6자회담을 통해 북핵 프로그램의 핵심 부분을 폐기하면서 동시에 북한에게 확실한 안전보장을 제공하고 국제지원을 본격화하는 일괄 타결안이다. 이는 또한 줄 것은 주고 받을 것은 받는 개념으로, 북한이 ‘비가역적 핵폐기’ 조치에 나서면 그에 상응하는 지원을 제공하겠다는 ‘빅딜(Big deal)’ 개념을 담고 있다.

## 같이 보기
- 제네바 협정
- 제네바 합의
- 한국 전쟁